# 红紋鬚鴷
屬於美洲拟啄木鸟科美洲擬鴷屬， 為秘鲁特有种之一，世界自然保護聯盟（IUCN）將其評估為「易危物種」。

## 分布及棲息地
此物種僅發現於秘魯洛雷托地區科迪列拉阿蘇爾國家公園內1538峰山脊。其棲息地為海拔約1350至1500公尺的亞山地及山地森林中潮濕且佈滿苔蘚的地帶。

## 分类和系统学
此鳥種發現於1996年，並於2000年正式發表。根據國際鳥類學委員會（IOC）之分類，此物種為單型種。但美国鸟类学会中的南美分类委员会和克莱门特分类法将锡拉拟啄木鸟（Capito fitzpatricki）作为其亚种之一。 康奈尔鸟类学实验室的《世界鸟类》承认「锡拉」亚种与指名的亚种有明顯不同，建议将其视为独立的物种。

## 描述
此鳥體長約19.5公分，體重約65至78公克，羽色鮮豔，頭頂及頸部覆蓋深紅色羽毛，寬闊的白色眉紋則將頭頂與黑色耳羽區隔。其背部大部分覆蓋黑色羽毛，僅背部中央及尾部具白色斑塊。頸部及胸部上方呈白色，下方則以寬闊的紅色條紋區隔，其餘下半身為黃色羽毛。

## 行为

### 觅食行為
該鳥類於森林冠層覓食，常以家族小群體或混合家族覓食群體活動。其主要食物來源為水果及種子，偶爾亦會捕食昆蟲。

### 繁殖行為
1996年探險隊採集到的鳥類標本顯示，該物種的繁殖季節可能在3月到5月。關於其繁殖習性及其他資訊，目前尚未有相關文獻發表。

### 聲音
該鳥鳴聲為快速低沉之顫音。如「tdddd...」” ，声音如同啄木鸟啄木，其鸣叫声沙哑。如「ggrrrakk” 。

## 易危物種
世界自然保護聯盟（IUCN）已將該鳥類列為易危物種。儘管其普遍可見，但實際分佈範圍狹窄，估計總數量不足1000隻。

## 外部連結
- 维基共享资源上的相關多媒體資源：红紋鬚鴷
- 維基物種上的相關：红紋鬚鴷